# Teoria del prototipo
La teoria del prototipo è un sistema di categorizzazione graduata nell'ambito delle scienze cognitive, in base al quale alcuni membri di una categoria semantica occupano una posizione più centrale di altri. Per citare un caso pratico, quando viene richiesto di dare un esempio del concetto mobile, la sedia è nominata più frequentemente dello sgabello. 
La teoria del prototipo è stata applicata anche nella linguistica, come parte del sistema di associazione tra elementi fonologici e semantici.
Come espresso durante gli anni settanta da Eleanor Rosch e altri studiosi, la Teoria del Prototipo segnò un distacco radicale dalle tradizionali condizioni necessarie e sufficienti della logica Aristotelica, il che condusse ad approcci di natura semantica estensionale od intensionale basati sulla teoria degli insiemi. Così, piuttosto che un modello basato sulla definizione, secondo il quale ad esempio un uccello può essere definito come un elemento con piume + becco + abilità di volare, la teoria del prototipo considera una categoria come quella degli uccelli come formata da diversi elementi che occupano diverse posizioni al suo interno, vale a dire che un passerotto è un elemento più prototipico, e quindi con una posizione più centrale, rispetto ad un pinguino. Tale approccio porta ad una rappresentazione divisa per gradi del concetto di categoria, elemento centrale in molti modelli di scienza cognitiva e semantica cognitiva, di cui troviamo esempi nel lavoro di George Lakoff e di Ronald Langacker.
Il termine prototipo è stato scelto da Eleanor Rosch nel suo studio “Natural Categories” e fu definito inizialmente come stimolo, ovvero un elemento che occupa una posizione saliente nella formazione di una categoria in quanto rappresenta il primo stimolo da associare con essa. In seguito, Rosch lo ridefinirà come il membro più centrale di una categoria.

## Categorie
Nel suo studio del 1975, "Rappresentazione cognitiva delle categorie semantiche", Eleanor Rosch chiese a 200 studenti universitari di votare su una scala da 1 a 7 quanto ritenessero alcuni elementi rappresentativi della categoria mobilio. I risultati di questo sondaggio spaziarono da esempi come sedia e sofà, classificati alla prima posizione, ad un divano a due posti (numero 10), o ancora ad una lampada (numero 31), fino ad arrivare al telefono (numero 60).
Mentre qualcuno potrebbe dissentire da questa lista in termini di divergenze culturali, il punto di tale ricerca è che l'esistenza di un simile tipo di classificazione graduata sia assumibile in ogni cultura. Ulteriori prove del fatto che alcuni membri di una categoria siano più privilegiati rispetto ad altri derivarono da esperimenti riguardanti:
1.	Tempi di risposta: Quesiti riguardanti membri prototipici, ad esempio se un passerotto sia un uccello, portarono a tempi di risposta più veloci rispetto a quelli riguardanti membri non prototipici.
2.	Predisposizione: Dapprima indirizzati con la categoria di livello superiore, ovvero la superordinata, i soggetti furono più veloci nell'individuare il caso in cui due parole erano le stesse. In questo modo, dopo una rapida occhiata alla parola mobilio, l'uguaglianza tra sedia-sedia risultò più velocemente rilevata di stoviglia-stoviglia.
3.	Esemplari: Quando ai soggetti fu richiesto di nominare alcuni esemplari, i più prototipici furono menzionati più frequentemente. 
Successivamente al lavoro di Rosch, gli effetti di elementi prototipici furono ampiamente ricercati in aree quali la cognizione dei colori, e persino in alcune più astratte. Ai soggetti può venir domandato: “Fino a che punto questo racconto può essere considerato una bugia?”. Un procedimento simile è stato svolto con le azioni: verbi come guardare, uccidere, parlare, camminare, aggettivi come alto, e così via.
Un altro aspetto nel quale la Teoria del Prototipo si distacca dalla tradizionale categorizzazione Aristoteliana è che non risulta l'opposizione tra categorie di tipo naturale (uccello, cane) e artificiale (giocattolo, veicolo).
Un confronto comune è l'uso del prototipo o l'uso di esempi nella classificazione di categorie. Medin, Altom e Murphy (1984) scoprirono che utilizzando un miscuglio di informazioni contenenti sia prototipi che altri esemplari, i partecipanti al loro studio erano in grado di giudicare le categorie in maniera più accurata. I partecipanti a cui venivano sottoposti valori prototipici classificavano basandosi secondo la somiglianza sia con i prototipi che con gli esemplari immagazzinati, mentre i partecipanti che si erano relazionati solamente con gli esemplari facevano affidamento solo su quest'ultimi. Smith and Minda (2002) si concentrarono sull'uso di prototipi ed esemplari nel modello di apprendimento di categorie a puntini. I due studiosi scoprirono che i partecipanti utilizzavano più prototipi che esemplari, con i prototipi al centro della categoria e gli esemplari ai margini.

### Categorie di livello basico
Un'altra nozione legata ai prototipi è quella di livello base nella categorizzazione cognitiva. Quando viene chiesto loro su cosa siano seduti, la maggior parte dei soggetti preferisce rispondere sedia piuttosto che un subordinato come sedia da cucina o un superordinato come mobile. Categorie di livello basico sono relativamente omogenee in termini di possibilità moto-sensoriali, una sedia è associata con un ginocchio piegato, un frutto con la sua raccolta ed il suo ingerimento e così via.
A livello subordinato difficilmente si possono aggiungere caratteristiche significative a quella di livello basico, a livello superordinato invece ciò che risulta arduo è dare una definizione precisa di queste similitudini concettuali. La foto di una sedia si può disegnare o visualizzare con facilità, mentre tentare lo stesso con il mobilio in generale appare più difficile.
Rosch definisce nel 1978 il livello basico come quel livello con il più alto grado di validità di segnale. Così, una categoria come animale può avere un membro prototipico ma nessuna rappresentazione visuale cognitiva. Dall'altra parte, categorie base di animale come cane, uccello, pesce sono piene di contenuto informativo e possono facilmente essere categorizzate in termini di Gestalt e caratteristiche semantiche. Modelli semantici basati su associazioni di valore-attributo falliscono chiaramente nell'identificare livelli privilegiati all'interno della gerarchia. Funzionalmente, le categorie di livello base sono pensate come una scomposizione del mondo in categorie informative al massimo grado. Ciò significa che tali categorie:
-	Massimizzano il numero di attributi condivisi dai membri della categoria;
-	Minimizzano il numero di attributi condivisi con altre categorie.
Qualunque sia il caso, la nozione di Livello Basico è problematica, nella misura in cui ad esempio un cane come categoria base rappresenta una specie, mentre un uccello od un pesce si trovano ad un livello più alto. Similmente, la nozione di frequenza è legata strettamente al livello basico, ma risulta difficile definirla con precisione.
Altri problemi emergono quando la nozione di prototipo è applicata a categorie lessicali che non siano quella dei nomi. Nei verbi ad esempio sembra mancare un chiaro prototipo, infatti il verbo correre si può arduamente suddividere in membri più o meno centrali. 

### Prototipi, formazione di categorie e autismo
È stato dimostrato come l'autismo abbia effetto sulla formazione di prototipi e categorie. Gastgeb, Dundas, Minshew, e Strauss (2011) scoprirono che adulti con autismo ad alto funzionamento presentavano difficoltà nella formazione di categorie e prototipi in modelli a puntini. Comparati a soggetti senza autismo, lo schema dei risultati era il medesimo, ma la prestazione generale del gruppo con autismo risultò significativamente inferiore.
Gli individui con autismo hanno mostrato di avere anche diverse modalità di formazione di prototipi per quanto riguarda i volti. Gastgeb, Dundas, Minshew, e Strauss (2011), in uno studio a parte rispetto al precedente, trovarono che individui con autismo ad alto funzionamento presentavano difficoltà nell'elaborazione di prototipi per volti. Una volta mostrata loro una serie di volti basata su modelli prototipici di essi, i soggetti con autismo ebbero maggiori difficoltà nell'identificare i volti prototipici rispetto ai soggetti senza autismo.
I bambini con autismo mostrano anch'essi come il loro disturbo abbia effetti nei confronti dei prototipi. Molesworth, Bowler, e Hampton (2008) scoprirono che due terzi dei soggetti da loro presi in esame – bambini con autismo ad alto funzionamento – non mostravano carenze per quanto riguarda gli effetti dei prototipi, mentre un terzo dei soggetti non mostrava alcun effetto. Tali autori trovarono segni degli effetti dei prototipi in bambini con autismo e sindrome di Asperger, eppure tali effetti non risultavano carenti paragonati al caso di bambini senza autismo né sindrome di Asperger.

## Distanza tra concetti
La nozione di prototipo è legato al disturbo di Wittgenstein per quanto riguarda il tradizionale concetto di categoria. Questa influente teoria è risultata in una visione delle componenti semantiche valorizzata il più possibile, piuttosto che ridurle a mere contributrici al significato del testo. La sua discussione della categoria gioco è particolarmente incisiva:
Chiaramente, la nozione di somiglianza di famiglia chiama a sé la nozione di distanza concettuale, che è strettamente legata all'idea di insiemi graduati, anch'essa non priva di problemi.
Recentemente, Peter Gärdenfors (2000) ha elaborato una possibile spiegazione parziale della teoria del prototipo in termini di spazi con caratteristiche multi-dimensionali chiamati Spazi Concettuali, dove una categoria è definita in termini di distanza concettuale. Membri più centrali di una categoria si trovano tra i membri periferici. È stato poi da lui postulato che il più delle categorie naturali esibisce una convessità nello spazio concettuale, nella misura in cui se x e y sono elementi di una categoria e z si trova tra questi, è molto probabile allora che anche z faccia parte di tale categoria.
In ogni caso, nella nozione di gioco sopraccitata, è presente un singolo prototipo oppure molti? Recenti dati linguistici riguardanti studi sui colori sembrano indicare che le categorie possano avere più di un elemento focale, ad esempio il termine rihlaza, un colore della lingua tsonga, si riferisce ad un continuum blu-verde, ma sembra presentare due prototipi, un verde focale ed un blu focale. Perciò, è possibile avere singole categorie con prototipi multipli e senza connessioni, nel qual caso essi potrebbero costituire l'unione di diversi insiemi convessi piuttosto che un insieme singolo.

## Categorie combinanti
Tutto intorno a noi, troviamo casi in cui oggetti come uomo alto o piccolo elefante combinano una o più categorie. Questo ha rappresentato un problema per la semantica estensionale, dove la semantica di una parola come rosso è da definire come un insieme di oggetti che presentino questa proprietà. Chiaramente questo concetto non si applica altrettanto facilmente a modificatori come piccolo: un piccolo topo è molto diverso da un piccolo elefante.
Tali combinazioni diedero vita ad una questione minore all'interno della teoria del prototipo. Nelle situazioni che coinvolgono aggettivi, si prenda alto ad esempio, ci si trova a porsi il problema del prototipo di alto, ovvero se questo sia un uomo di un metro e ottanta o un grattacielo di più di cento metri. La soluzione emerge contestualizzando la nozione di prototipo in termini di modificazione dell'oggetto. Ciò vale ancor di più in composti come vino rosso o capelli rossi, che di fatto rappresentano appena il rosso nel senso prototipico, in cui rosso indica meramente un passaggio dal colore prototipico rispettivamente del vino e dei capelli. Ciò corrisponde alla nozione di de Saussure di concetti puramente differenziali: "non pas positivement par leur contenu, mais negativement par leurs rapports avec les autres termes du systeme" [p. 162; non positivamente, attraverso il contenuto, ma negativamente tramite i rapporti con gli altri termini del sistema].
Altri problemi persistono alla data di oggi, come nella determinazione di quale delle categorie costituenti contribuirà a quale caratteristica, prendendo per esempio il caso di uccellino domestico, dove domestico dà informazioni sull'habitat - una gabbia piuttosto che la natura - e uccellino fornisce il tipo di pelle – piume piuttosto che pelliccia.